# Phở cuốn
Phở cuốn là một món ăn có nguồn gốc từ món phở, lần đầu tiên xuất hiện ở ngã tư phố Ngũ Xã và đường Nguyễn Khắc Hiếu tại thành phố Hà Nội.

## Nguyên liệu
Cũng là các nguyên liệu của món phở nhưng phở cuốn đã được thay đổi mới lạ: bánh phở được tráng mỏng, khổ vuông, được cuộn lẫn thịt bò chín với rau thơm và trứng. Một số nơi còn sử dụng xà lách và rau mùi. Nước chấm ăn kèm với phở cuốn có vị tương tự như nước mắm của bún chả (Hà Nội) nhưng ít ngọt hơn và mặn dịu. Nếu đúng vị thì phở cuốn thường ăn kèm tương ớt Hà Nội chua cay và không có vị ngọt.
Ngoài ra, do thịt bò chín hơi khô và ngấy nên có lúc nó được thay đổi bằng thịt bò tái, vị mềm và béo, không ngấy. Qua nhiều công thức, giai đoạn tẩm ướp để hoàn thiện thành một món ăn đặc sắc, phù hợp khẩu vị, phở cuốn đã gây sức hút với thực khách bốn phương.
Món ăn xuất hiện cùng thời với phở cuốn là phở rán. Trong món này thì bánh phở được cắt nhỏ tráng với lớp trứng và được rán phồng, có thể thêm thịt bò xào để tăng sức hấp dẫn.